# Гладкина, Тамара Семёновна
Тамара Семёновна Гладкина (1919—2011) — советский, российский зоолог и эколог, доктор биологических наук, участник ВОВ (старший лейтенант медицинской службы). После демобилизации поступила в аспирантуру ВНИИ защиты растений (ВИЗР). Более 40 лет работала в лаборатории прогнозов распространения вредителей сельскохозяйственных культур под руководством профессора И. Я. Полякова. Основным направлением в её научной деятельности стало изучение популяционной экологии мышевидных грызунов – особо опасных массовых вредителей. На протяжении многих лет руководила экспедициями в разных сельскохозяйственных зонах нашей страны. Всесторонне изучала влияние радикально меняющихся условий в агроэкосистемах на распространение грызунов с целью обоснования многолетнего прогноза их экономического значения. Исследования продолжались и в лабораторных условиях, где велась большая экспериментальная работа по изучению внутривидовой изменчивости грызунов под влиянием внешних условий. Автор более 200 научных работ, известных в нашей стране и за рубежом. Труды в области прогнозов распространения грызунов стали классическими в сельскохозяйственной териологии.

## Биография
Родилась 27 декабря 1919 года в г. Луга, Петроградская губерния.
- 1937—1941 — студентка, Ленинградский государственный университет (ЛГУ), г. Ленинград,
- 1941—1945 — Рабоче-Крестьянская Красная Армия, Ленинградский, Белорусский фронт, медсестра эвакогоспиталя, старший методист лечебной физкультуры,
- 1945—1948 — преподаватель естествознания в средней школе № 1 при Советской военной администрации, г. Берлин,
- 1948—1952 — аспирант ВИЗР, г. Ленинград,
- 1952—1960 — младший научный сотрудник ВИЗР, г. Ленинград,
- 1960—1983 — старший научный сотрудник ВИЗР, г. Ленинград,
- 1983—1988 — старший научный сотрудник-консультант ВИЗР, г. Ленинград,
- 1952 — кандидат сельскохозяйственных наук; тема диссертации: «Экология малоазийской и краснохвостой песчанок (Meriones tristrami Thom. и M. erythrourus Gray) в условиях Азербайджана и меры борьбы с ними»,[1].
- 1964 — решением ВАК присвоено учёное звание «старший научный сотрудник» по специальности «Зоология»,
- 1982 — доктор биологических наук; тема диссертации: «Биологические основы многолетнего прогноза распространения и численности мелких грызунов в связи с интенсификацией сельскохозяйственного производства»[2]

Умерла 27 апреля 2011 года в Пушкине, Санкт-Петербург. Похоронена на Казанском кладбище в Пушкине.
Среди её учеников — кандидаты биологических наук: Бабич Н. В., Кожевников В. С., Тимофеев В. И.

## Основные труды
- Гладкина Т. С. Усовершенствовать приемы борьбы с малым сусликом зерновыми приманками, отравленными фосфидом цинка // В кн.: Вопросы экологии. 1957, т. 2. Киев, с. 221—253.
- Гладкина Т. С., Мейер М. Н. Влияние экологических и истребительных мероприятий на возрастной состав малого суслика // Труды ВИЗР. 1958, вып. 12. Л., с. 180—201.
- Гладкина Т. С., Мокеева Т. М. Особенности кормовой специализации большой и краснохвостой песчанок в Южном Узбекистане // Труды ВИЗР. 1958, вып. 12. Л., с. 74—93.
- Гладкина Т. С., Мейер М. Н. Влияние летних условий на состояние степной пеструшки и узкочерепной полёвки в Северном Казахстане // Труды ВИЗР. 1963, вып. 18. Л., с. 152—174.
- Гладкина Т. С., Мейер М. Н., Мокеева Т. М. Внутривидовая изменчивость степной пеструшки и её приспособительное значение // Труды ВИЗР. 1963, вып. 18. Л., с. 123—151.
- Гладкина Т. С. Влияние обводнения степей и расширения площади посевов на распространение и численность вредных грызунов Азербайджана // Зоологический журнал. 1968. Т. 47, вып. 12, с. 1840—1850.
- Гладкина Т. С. Изменение вредоносности сусликов в новых земледельческих районах // Труды ВИЗР. 1969, вып. 30, ч. 1, Л., с. 47—64.
- Гладкина Т. С. Изменение распространения и численности мышевидных грызунов после освоения целинных земель // Труды ВИЗР. 1969, вып. 30, ч. 1. Л., с. 65—105.
- Гладкина Т. С., Мокеева Т. М. Особенности реакций географических форм узкочерепной полёвки на засуху // Зоологический журнал. 1969. Т. 48, вып. 8, с. 1227—1242.
- Гладкина Т. С., Мокеева Т. М. Влияние экспериментальных условий засухи на разные подвиды узкочерепной полёвки // Труды ВИЗР. 1970, вып. 30, ч. 2. Л., с. 205—227.
- Гладкина Т. С., Мокеева Т. М. Географическая изменчивость узкочерепной полёвки // Труды ВИЗР. 1970, вып. 30, ч. 2. Л., с. 46—74.
- Гладкина Т. С., Мокеева Т. М. Реакции двух подвидов степной пеструшки на длительное влияние высоких температур и недостатка влаги в корме // Труды ВИЗР. 1970, вып. 30, ч. 2. Л., с. 169—204.
- Гладкина Т. С. Географическая изменчивость двух подвидов обыкновенной полёвки (Microtus arvalis) // Зоологический журнал. 1972. Т. 51, вып. 2, с. 267—279.
- Гладкина Т. С., Поляков И. Я. Предпосылки многолетнего прогноза уровня численности вредных грызунов в Закавказье // Труды ВИЗР. 1973, вып. 39. Л., с. 10—32.
- Гладкина Т. С. Суслики. Методические указания. В кн.: Распространение вредителей сельскохозяйственных культур в СССР и эффективность борьбы с ними. Л., 1975, с. 9—19.
- Гладкина Т. С. Мышевидные грызуны. Методические указания. В кн.: Распространение вредителей сельскохозяйственных культур в СССР и эффективность борьбы с ними. Л., 1975, с. 19—36.
- Гладкина Т. С. Логическая модель динамики численности обыкновенной полёвки в Калининградской области // Труды ВИЗР. 1976, вып. 50, Л., с. 24—76.
- Гладкина Т. С. Адаптивные особенности двух подвидов общественной полёвки // Труды ВАСХНИЛ. 1978, М., с. 60—84.
- Поляков И. Я., Гладкина Т. С., Доронина Г. М. и др. Пути автоматизации прогнозов динамики популяций вредителей сельскохозяйственных культур // В кн.: Методы автоматизации прогнозирования и планирования работ по защите растений. Л., 1980, с. 20—88.
- Гладкина Т. С., Поляков И. Я. Сельскохозяйственная териология // В кн.: Териология в СССР. М., 1984, с. 261—272.
- Гладкина Т. С. Планирование, организация и технология защиты растений от сусликов и хомяков (методические указания) // ВАСХНИЛ, ВИЗР, Л., 1985, 46 с.
- Гладкина Т. С. Выбор предикторов региональных прогнозов динамики популяций мелких грызунов в агроценозах Украины // Сб. науч. трудов ВИЗР. СПб, 1993, вып. 95, с. 92—108.
- Гладкина Т. С. Особенности реакций видов-двойников обыкновенной полёвки (Microtus arvalis Pall., Microtus rossiaemeridionalis Ognev) на высокую плотность в эксперименте // Экология. 1996, №2, с. 142—150.